# TNN Outdoors Pro Hunter
TNN Outdoors Pro Hunter est un jeu vidéo de chasse développé par DreamForge Intertainment et publié par ASC Games en décembre  1998 sur Windows. Le jeu est basé sur l’Unreal Engine et permet au joueur de chasser neuf animaux différents dans des environnements en trois dimensions qu’il observe en vue à la première personne. Onze armes de chasse sont disponibles dans le jeu, le joueur pouvant également disposer de matériels, comme des gants et des tenues de camouflages, ou bénéficier de l’aide de chiens de chasse.

## Accueil
| TNN Outdoors Pro Hunter |      |       |
| Média                   | Pays | Notes |
| Computer Games Magazine | US   | 2/5   |
| Computer Gaming World   | US   | 1/5   |
| GameSpot                | US   | 72 %  |